# Boruyerd
Boruyerd (en persa: بروجرد Borūŷerd‎) es la capital del condado de Boruyerd en la provincia de Lorestán, al oeste de Irán. En censo efectuado en el año 2006, su población era de 227 547 habitantes en 59 388 familias. En el Imperio Sasánida, Boruyerd era apenas una pequeña población. Logrando mayor atención durante el Imperio Selyuquí en los siglos IX y X, Boruyerd emergió como un punto estratégico y comercial en los montes Zagros hasta el siglo XX. En sus épocas doradas, Boruyerd fue escogida como la capital de las provincias de Lorestán y Juzestán durante la Dinastía Qajar en los siglos XVIII y XIX.
Hoy en día, Boruyerd es la segunda ciudad más grande de la provincia de Lorestán, y se ha logrado convertir en el mayor centro turístico, económico y cultural de toda la región. La ciudad ha podido conservar su arquitectura clásica, compuesta de bazares, mezquitas y casas construidas en la era Qaŷar. 

## Geografía y clima
La ciudad se encuentra aproximadamente a 1670 metros sobre el nivel del mar y posee un clima moderado con inviernos muy fríos. Su punto geográfico más alto es la Montaña Garrin, que alcanza los 3623 metros sobre el nivel del mar. Boruyerd posee un área de 2600 km².
La ciudad está localizada en la llanura de Silakhor, la cual es el área agrícola más extensa de Lorestán. Los habitantes de los sectores rurales se dedican principalmente a la agricultura. Los habitantes de la ciudad normalmente trabajan en oficinas gubernamentales, fuerzas armadas, fábricas y algunos locales comerciales pequeños.

## La ciudad

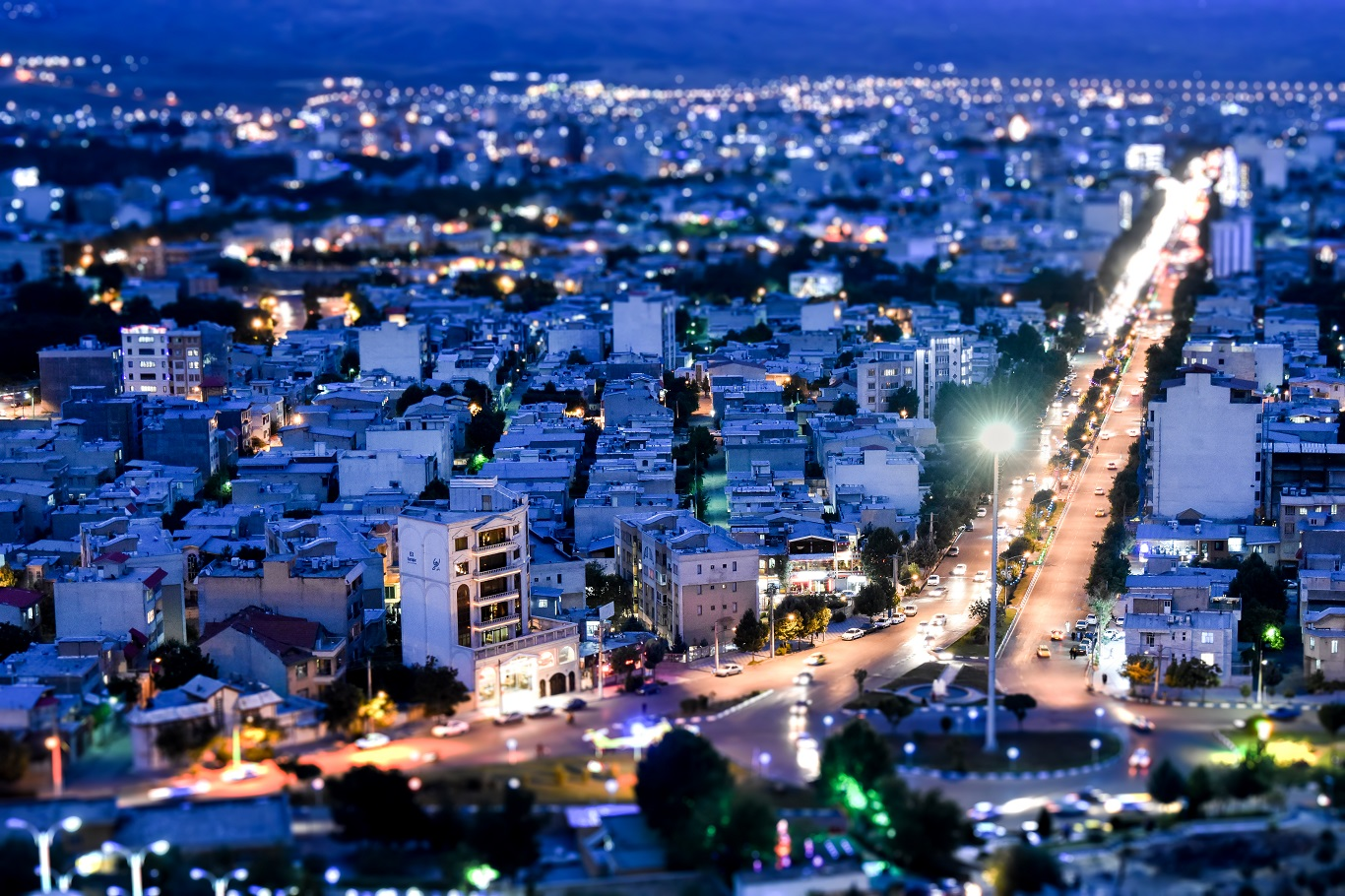
Vista de la calle Takhti, Boruyerd.

Se trata de una de las ciudades más antiguas de Irán. Aunque fue originalmente fundada por judíos que buscaban refugio del Imperio Persa, desde la conquista musulmana de Persia (637-651), Boruyerd ha sido considerada un área estratégica especialmente en las dinastías Selŷuq y Qaŷar, las cuales construyeron escuelas, puentes y castillos en la misma.
Boruyerd cuenta con 256 962 habitantes (estimados en el censo de 2006) y es la segunda ciudad más grande en Lorestán.  La ciudad es el mayor punto industrial de la provincia. Su importancia histórica y cultural, además de sus riquezas naturales, la han convertido en un destino turístico importante a lo largo de los años. Además cuenta con muchas tiendas y mercados, además de una buena oferta de hospedaje. La gente de Boruyerd normalmente se muestra tolerante con cualquier tipo de ideología religiosa, albergando judíos y sufistas, entre otros. La ciudad ha sido bautizada como Dār al-Sorūr, que significa "hogar de la felicidad". Hoy en día se le conoce como Paris Kūčūlū, que significa la "pequeña París".

## Idiomas
Los habitantes de Boruyerd hablan comúnmente el dialecto boruyerdí. También se habla el luri, el laki y el judeo-persa.

## Atracciones históricas
- Mezquita de Jameh
- Mezquita de Soltani
- Santuario de Ghasem
- Santuario de Ibrahim
- Santuario de Shahzadeh Abol-Hasan
- Santuario de Vallian
- Tumba de Zavvarian
- Puente Ghaleh Hatam
- Puente Chalanchulan
- Colina Ghorogh
- Colina Roomian
- Bazar de Boruyerd

## Parques y atracciones naturales
- Valle de Goldasht
- Villa de Vennaii
- Colina Chogha
- Parque de la mujer en Boruyerd

## Personalidades
- Seyyed Hossein Borujerdi, líder religioso
- Abdolhossein Zarrinkoob, escritor e historiador
- Loris Tjeknavorian, músico
- Mohammad Hanif, novelista
- Zahra Rahnavard, artista y político
- Jafar Shahidi, historiador
- Mehrdad Avesta, poeta
- Ehsan Mohajer Shojaei, atleta
- Mahvash, cantante y bailarín

## Galería

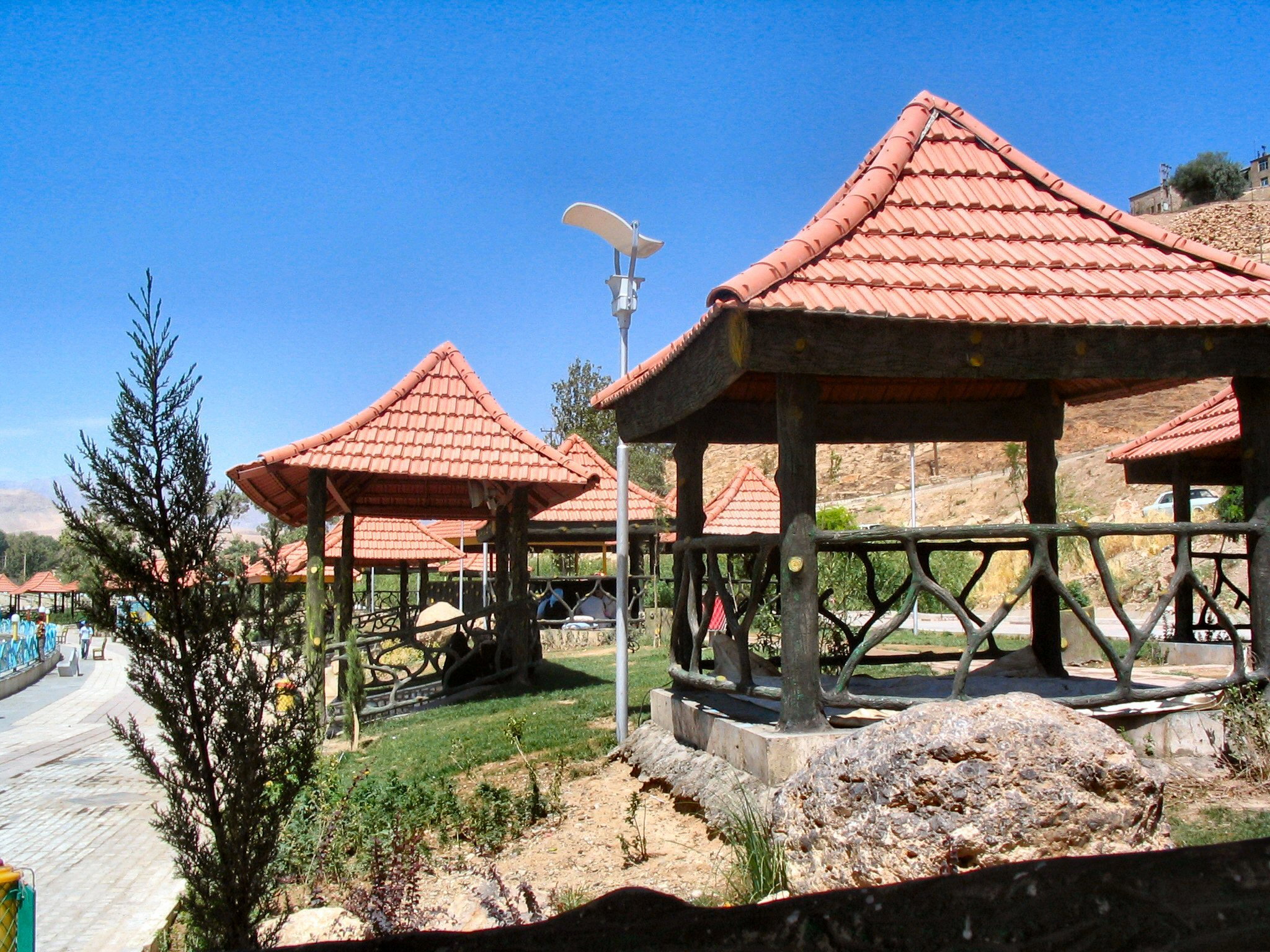
Parque Fadak
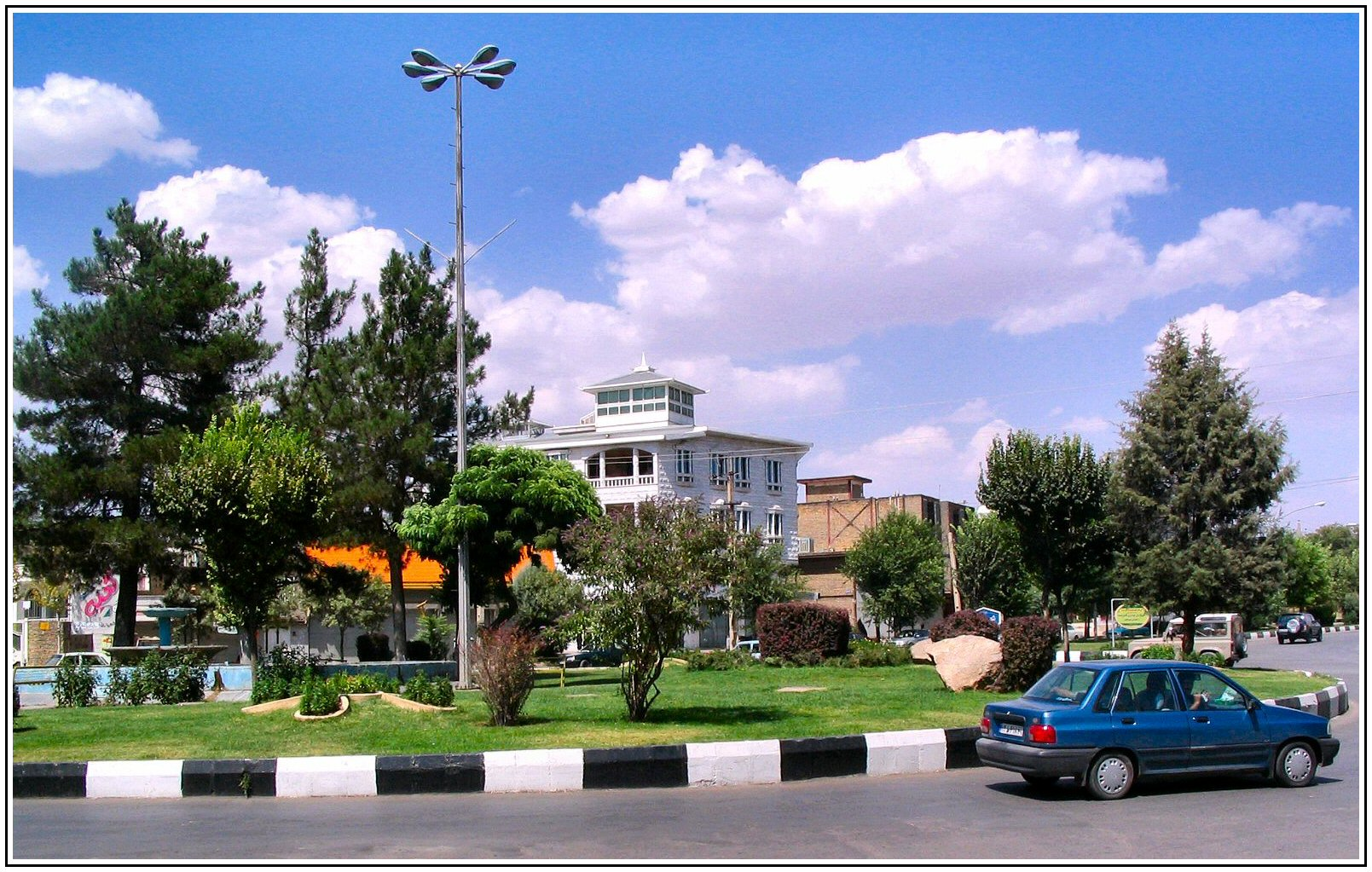
Calle Yadbood
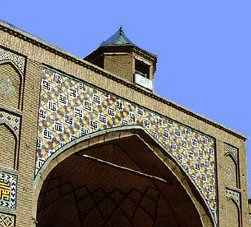
Mezquita Soltani (siglo XVIII)
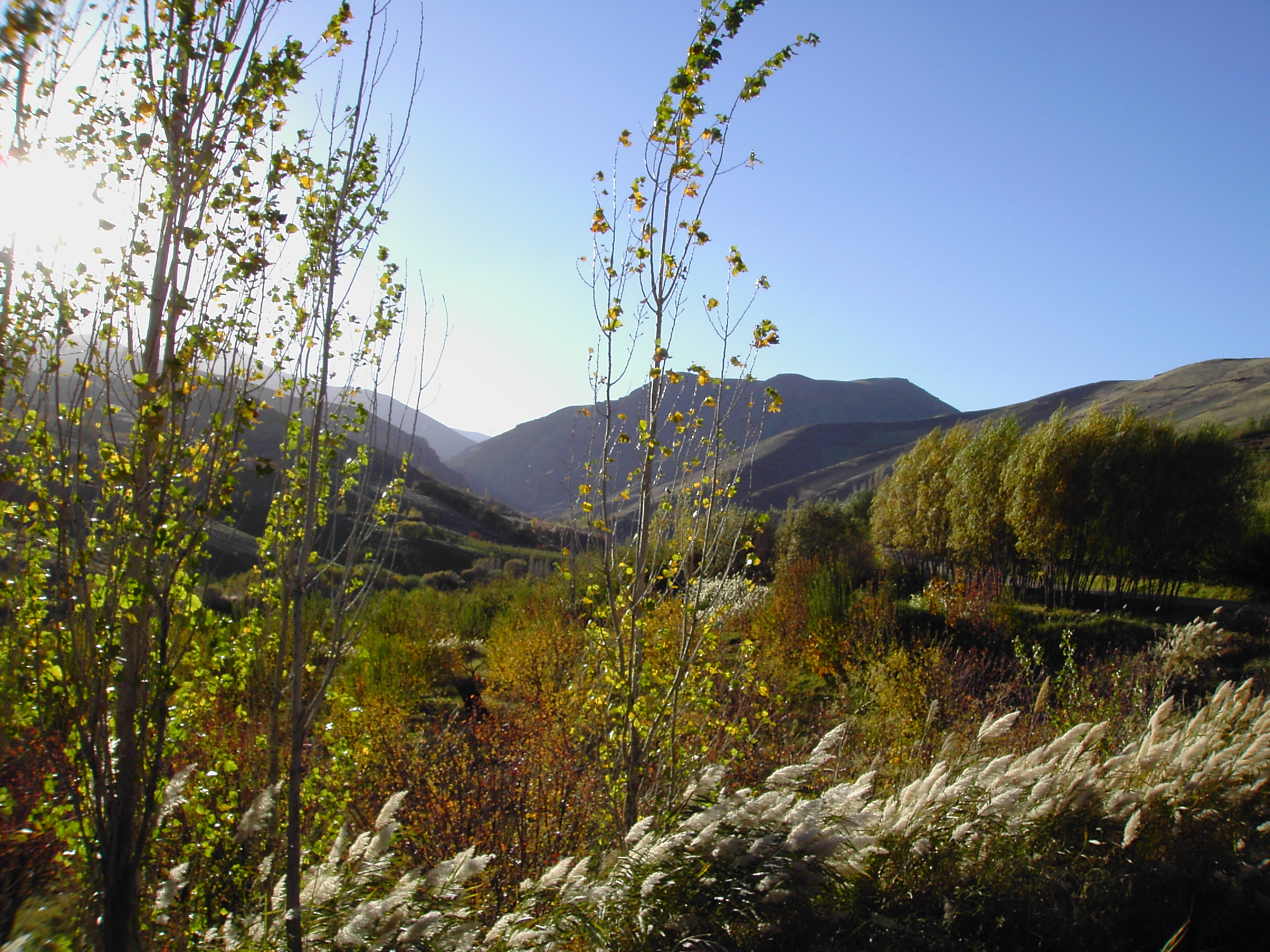
Valle de Goldasht
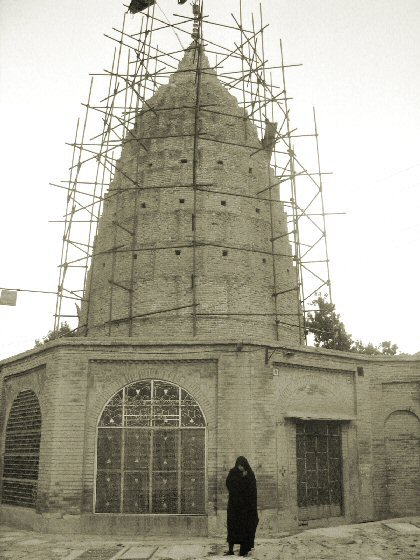
Santaurio de Ya'far (siglo XI)
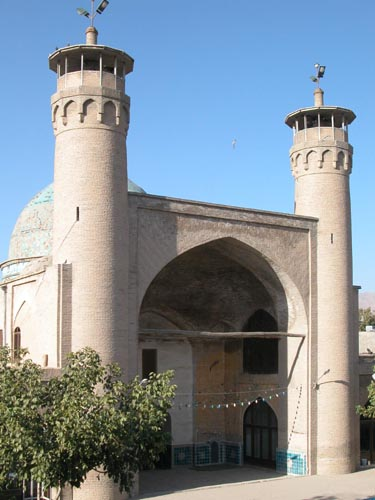
Mezquita de Jameh
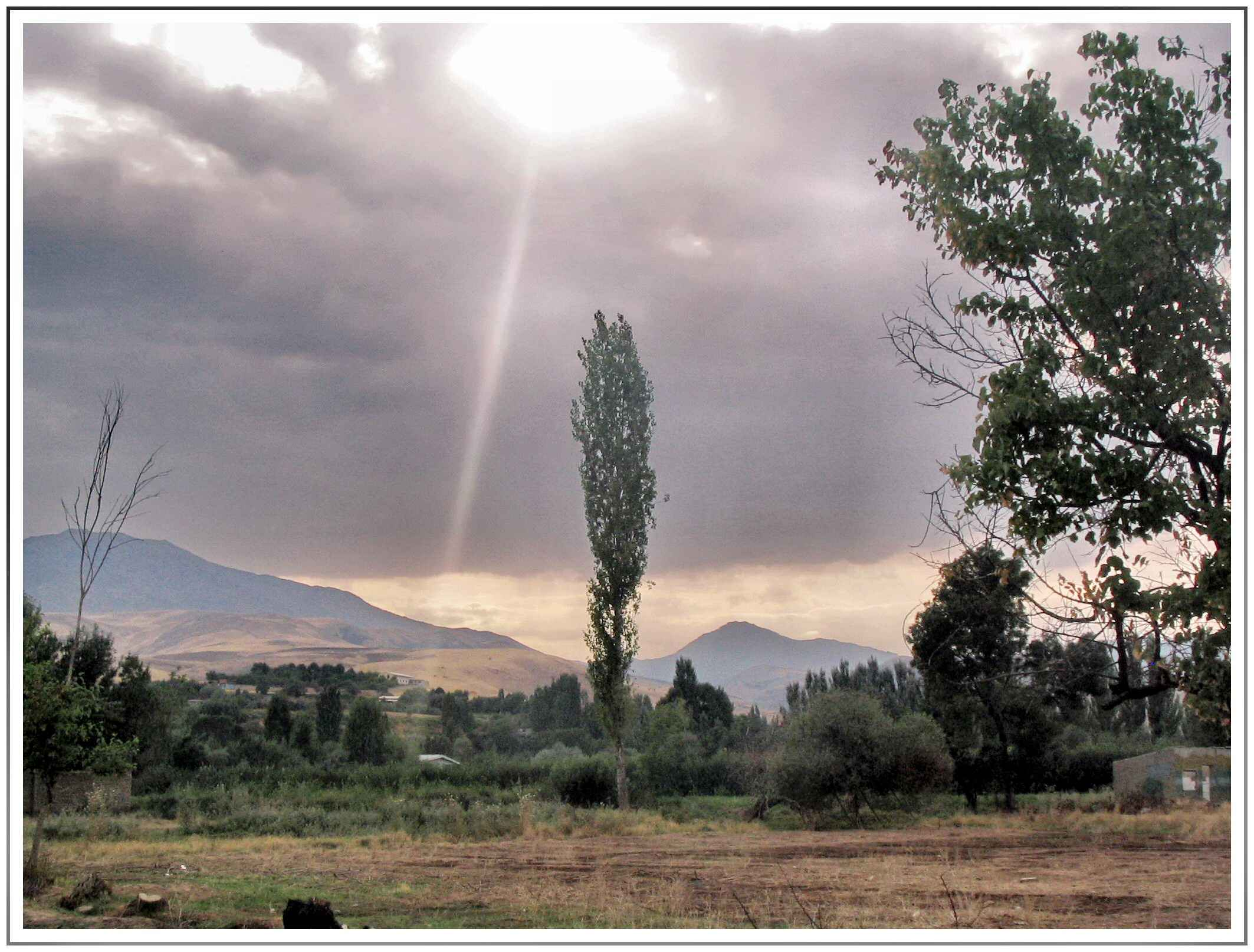
Alrededores de Boruyerd